# Botis

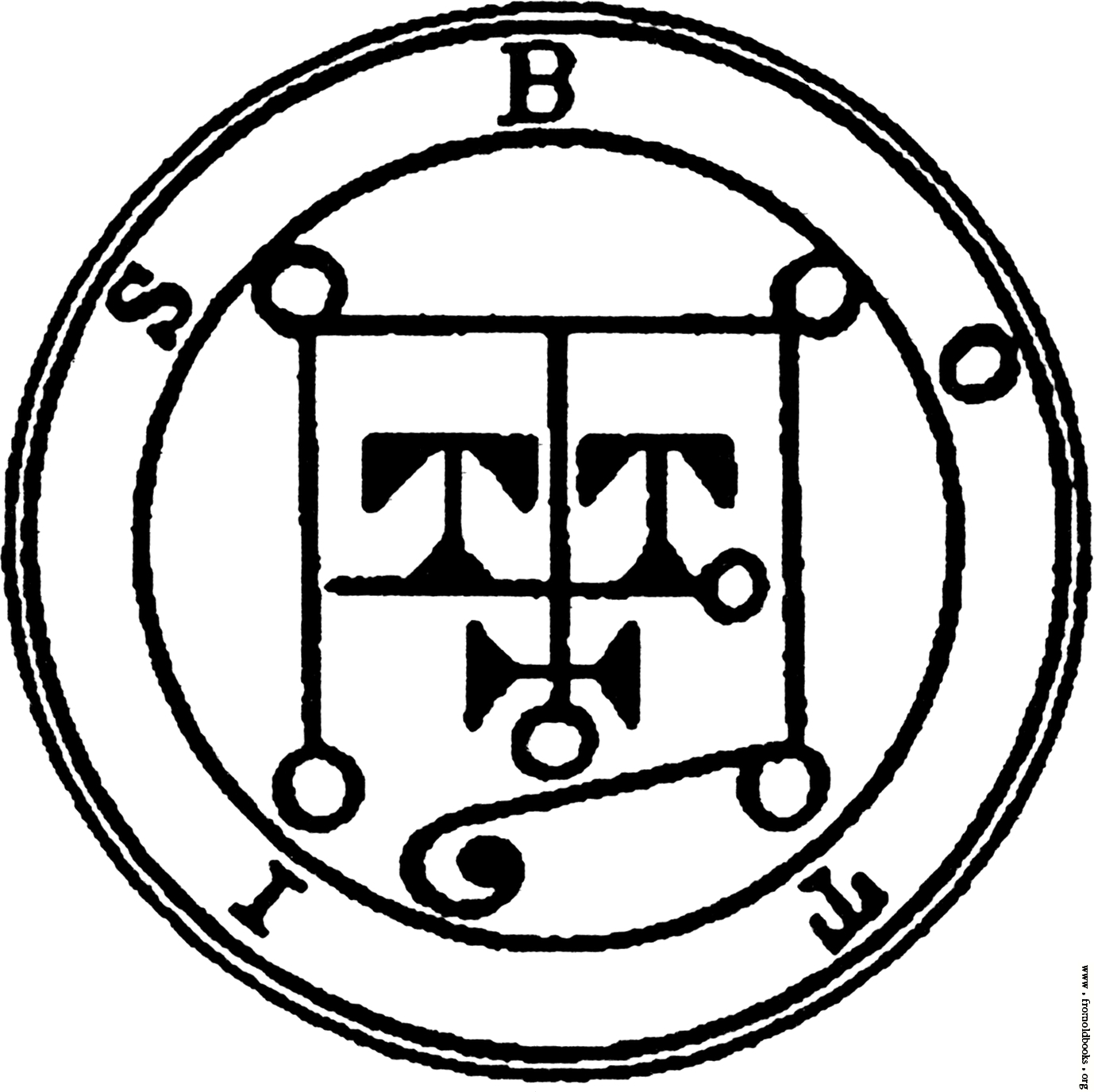
Sello de Botis.

En demonología, Botis, también llamado Otis, es un demonio presidente de la 2ª orden del infierno. Tiene bajo su dominio a sesenta legiones de demonios. Se aparece en la forma de una horrible serpiente. Su forma humana es con enormes dientes y cuernos. Da respuestas sobre el pasado, el presente y el futuro, y reconcilia a amigos y enemigos. 
Según el Libro de San Cipriano, Botis está bajo las órdenes del demonio Agaliaroth. Es considerado de fácil invocación por ende la mejor opción para ocultistas novicios o aún no ordenados.